# Meizu M3 Note
Meizu M3 Note — це смартфон, розроблений і виготовлений китайською компанією Meizu, працює під управлінням ОС Flyme, що базується на Android 5.1 Lollipop. Є наступником Meizu M2 Note. Анонс відбувся 6 квітня 2016 року в Пекіні.

## Історія
Перші чутки з'явилися в березні 2016 року після того як в мережі з'явилося фото аркуша з можливими специфікаціями, де було вказано, що майбутній пристрій, швидше за все, буде оснащений системою на чипі MediaTek Helio P10, Full HD дисплеєм і 3100 mAh батареєю.
22 березня засновник Meizu Джек Вонг в сервісі Weibo написав, що M3 Note буде анонсовано незабаром. Наступного дня Meizu підтвердила, що захід, де буде анонсовано Meizu M3 Note, відбудеться в Пекіні 6 квітня 2016 року.
Пізніше новий прилад був помічений в бенчмарку AnTuTu, підтверджуючи припущення, що він буде працювати на MediaTek Helio P10 SoC. 4 квітня 2016 року Meizu випустила тизер, що підтверджує металевий корпус смартфона.

### Реліз
Смартфон був представлений 6 квітня 2016 року.
Попередні замовлення на M3 Note почали приймати після анонсу. Продажі розпочалися 30 квітня 2016 року на території Китаю, 11 травня 2016 року в Індії, 27 травня 2016 в Україні.

## Залізо й можливості
Meizu M3 Note оснащений однокристальною системою MediaTek Helio P10 з восьми процесорів ARM Cortex-A53 (4×1.8 ГГц Cortex-A53, 4×1.0 ГГц Cortex-A53), GPU ARM Mali-T860 MP2 і 2 ГБ або 3 ГБ оперативної пам'яті. M3 Note з 3 ГБ ОЗП набирає близько 50 000 балів у тесті AnTuTu, 2 ГБ версія близько 45 000 балів.
Доступний в трьох різних кольорах: сірий, срібний і золотий(champagne gold), поставляється з або 2 Гб оперативної пам'яті і 16 Гб внутрішньої пам'яті, або 3 ГБ оперативної пам'яті і 32 Гб внутрішньої пам'яті.
На відміну від свого попередника, Meizu M3 Note має металевий корпус з пластиковими вставками в верхній і нижній частинах корпусу, пофарбованими в колір металу. Розмір становить 153,6 мм × 75,5 мм × 8,2 мм, а вага 163 г. Має прямокутну форму з закругленими кутами та одну центральну фізичну кнопку на передній панелі. На відміну від більшості інших Android-смартфонів, M3 Note не має більше сенсорних чи екранних кнопок. Функціональність цих клавіш реалізована за допомогою технології mBack, яка використовує жести з фізичною кнопкою. M3 Note додатково розширює цю кнопку за допомогою датчика відбитків пальців під назвою mTouch 2.1, швидкість розпізнавання якого 0.2 секунди, кут розпізнавання 360°, пам'ять до 5 відбитків.
В M3 Note повністю скляна передня панель з захисним склом Dinorex T2X-1, сенсорний LTPS дисплей 5,5-дюймів з роздільною здатністю FullHD 1080×1920 пікселів. Щільність пікселів дисплея становить 403 ppi. Виконаний за технологією 2.5D — з заокругленими гранями.
Окрім передньої клавіші, на корпусі пристрою розташовані кнопки регулювання гучності, а також кнопка живлення/блокування на правій стороні, 3.5 мм аудіороз'єм TRRS зверху та порт microUSB (Type-B) знизу для зарядки та підключення з підтримкою OTG. Крім того в нижній частині розташований один доволі гучний динамік і мікрофон, в свою чергу зверху розташований допоміжний мікрофон.
Meizu M3 Note має дві камери. Основна камера має роздільну здатність 13 МП, апертура ƒ/2.2, об'єктив з 5-елементною оптикою, автофокус і світлодіодний двоколірний спалах. Об'єктив камери покриває захисне скло Gorilla Glass 3. Фронтальна камера має роздільну здатність 5 МП, апертура ƒ/2.0 і об'єктив з 5-елементною оптикою.
Смартфон обладнаний вбудованим літій-іонним акумулятором на 4100 mAh.
Meizu M3 Note постачається з оболонкою на базі Android 5.1 Lollipop під назвою Flyme OS версії 5.1. Є можливість оновити прошивку до версії 6.3.0.0G. Flyme 7, що базується на Android 7 не буде доступним для M3 Note, як планувалося раніше. 6.3.0.0G — остання версія Flyme для даного девайса.

## Особливості
- Лоток для SIM-карт є гібридним, це означає що можна вставити або 2 сім-картки формату nano-SIM, або одну SIM-картку і одну microSD картку пам'яті.[10]
- Смартфон підтримує роботу двох SIM-карт одночасно, при активному виклику на одній з сім-карт, робота іншої не припиняється і на неї також можна дзвонити (якщо ввімкнена функція очікування виклику).
- Обидві антени підтримують 3G/4G, щоб використовувати швидкісний інтернет не потрібно переставляти SIM-картку в слот з підтримкою 3G/4G, достатньо перемкнути активну SIM.
- Пристрій може працювати як в мережах GSM, так і CDMA.[12]
- M3 Note має досить яскравий світлодіод, який може легко замінити яскравий ліхтар.
- Версії в срібному і золотому кольорах йдуть з білою передньою панеллю, а сіра з чорною.
- Дводіапазонний Wi-Fi-модуль: 2.4 ГГц і 5 ГГц.